# تیری بین
تیری بین (انگلیسی: Thierry Bin؛ زادهٔ ۱ ژوئن ۱۹۹۱) بازیکن فوتبال اهل کامبوج است.
وی همچنین در تیم‌های ملی فوتبال زیر ۱۷ سال فرانسه و کامبوج بازی کرده‌است.